# تيم سبارف
تيم سبارف (بالفنلندية: Tim Sparv)‏ (20 فبراير 1987 فنلندا - ) هو لاعب كرة قدم فنلندي، يلعب كلاعب وسط.

## وصلات خارجية
تيم سبارف على موقع الاتحاد الدولي (مؤرشف)  (الإنجليزية)
- تيم سبارف على موقع الاتحاد الأوربي (الإنجليزية)
- تيم سبارف على موقع إي إس بي إن إف سي (الإنجليزية)
- تيم سبارف على موقع قاعدة بيانات كرة القدم.إي يو (الإنجليزية)
- تيم سبارف على موقع بيانات كرة القدم. دي إي (الألمانية)
- تيم سبارف على موقع ناشيونال فوتبول تيمز (الإنجليزية)
- تيم سبارف على موقع Soccerbase.com (لاعب) (الإنجليزية)
- تيم سبارف على موقع Soccerway.com (الإنجليزية)
- تيم سبارف على موقع عالم كرة القدم.نت (الإنجليزية)
- تيم سبارف على موقع AS.com (الإسبانية)